# HMS F3
Pour les articles homonymes, voir F3.
Le HMS F3 est un sous-marin britannique de classe F construit pour la Royal Navy par John I. Thornycroft & Company. Sa quille est posée le 12 octobre 1914 et il a été lancé le 9 février 1916. Le HMS F3 a été vendu pour la démolition à Portsmouth en 1920.